# Badiana
Badiana est un village du Sénégal situé en Basse-Casamance. Il fait partie de la communauté rurale de Djinaky, dans l'arrondissement de Kataba 1, le département de Bignona et la région de Ziguinchor.
Lors du dernier recensement (2002), le village comptait 1 698 habitants et 236 ménages.

## Personnalités liées à la commune
Oumar Diémé est né dans ce village en 1932 ou 1933. Il a été enrôlé comme tirailleurs sénégalais en 1953 et a participé à la guerre d'Indochine et d'Algérie,, avant de servir dans l'armée du Sénégal, nouvellement indépendant. Il a ensuite vécu en France à partir de 1988, à Bondy en Seine-saint-Denis, jusqu'à son retour dans son village en 2023. En 2024, il est choisi pour porté la flamme, lors des Jeux Olympiques d'été de Paris, dans la commune de la Courneuve.